# 165
El año 165 (CLXV) fue un año común comenzado en lunes del calendario juliano, en vigor en aquella fecha.
En el Imperio romano el año fue nombrado el del consulado de Orfito y Pudente, o menos frecuentemente, como el 918 ab urbe condita, siendo su denominación como 165 a principios de la Edad Media, al establecerse el anno Domini.

## Acontecimientos
- Creación de la Legio II Italica por Marco Aurelio.
- Inicio de la Peste antonina, que duraría hasta el 180

## Fallecimientos
- Justino Mártir (fecha aproximada).
- Apiano, historiador romano.